# Olha Sawczuk
Olha Mykołajiwna Sawczuk, ukr. Ольга Миколаївна Савчук, ros. Ольга Николаевна Савчук (Olga Nikołajewna Sawczuk) (ur. 20 września 1987 w Makiejewce) – ukraińska tenisistka, reprezentantka kraju w Pucharze Federacji.

## Kariera tenisowa
Olha Sawczuk status profesjonalny uzyskała w 2004 roku. Będąc na 527. miejscu w rankingu zagrała w pierwszym zawodowym turnieju WTA – w Taszkencie. W pierwszej rundzie pokonała Anne Kremer, w drugiej Jewgienię Liniecką, by w ćwierćfinale przegrać z Meghann Shaughnessy. Jeszcze w tym samym roku poległa w eliminacjach w Hajdarabadzie i wygrała drugi wówczas w karierze turniej ITF w Mińsku. W 2005 zwyciężyła w kolejnym turnieju ITF odbywającym się w Bromma. W finale pokonała Finkę Emmę Laine. W Estoril zagrała w turnieju głównym dzięki wygranym kwalifikacjom. W pierwszej rundzie pokonała Włoszkę Flavię Pennettę, lecz w drugiej przegrała z Marianą Diaz-Olivą z Argentyny. Wyczyn z Estoril powtórzyła jeszcze dwa razy. W pozostałych turniejach przegrywała albo w pierwszej rundzie lub w eliminacjach (w tym w Wimbledonie i w US Open). W 2006 zadebiutowała w Wielkim Szlemie – w Australian Open – dochodząc do trzeciej rundy. Musiała przebijać się przez kwalifikacje. W drugiej rundzie pokonała Jelenę Janković. W lutym w turnieju w Antwerpii, grając jako kwalifikantka, po raz drugi w karierze doszła do ćwierćfinału. Po tym turnieju awansowała na najwyższą pozycję w dotychczasowej karierze – 92. miejsce. W kolejnych turniejach nie szło jej już tak dobrze – przegrywała w pierwszych rundach. Sezon 2006 zakończyła na 99. pozycji. W 2007 przegrała w pierwszej rundzie Australian Open i doszła do półfinału w Bengaluru, przegrywając z Marą Santangelo. W pierwszym turnieju na kortach ziemnych – w Budapeszcie doszła do ćwierćfinału. Rok 2008 rozpoczęła od porażki w 1. rundzie Australian Open z Agnieszką Radwańską.

## Finały turniejów WTA
| Legenda                     | Legenda |
| --------------------------- | ------- |
| Wielki Szlem                |         |
| Igrzyska olimpijskie        |         |
| WTA Tour Championships      |         |
| 1988 – 2008                 |         |
| Kategoria I                 |         |
| Kategoria II                |         |
| Kategoria III               |         |
| Kategoria IV                |         |
| Kategoria V                 |         |
| 2009 – 2020                 |         |
| WTA Premier Mandatory       |         |
| WTA Premier 5               |         |
| WTA Premier                 |         |
| WTA International Series    |         |
| WTA 125K series (2012–2020) |         |

### Gra podwójna 10 (4-6)
| Końcowy wynik | Nr | Data                | Turniej      | Nawierzchnia  | Partnerka           | Przeciwniczki                         | Wynik finału      |
| ------------- | -- | ------------------- | ------------ | ------------- | ------------------- | ------------------------------------- | ----------------- |
| Zwyciężczyni  | 1. | 5 października 2008 | Taszkent     | Twarda        | Raluca Olaru        | Nina Bratczikowa Kathrin Wörle        | 5:7, 7:5, 10–7    |
| Finalistka    | 1. | 21 lutego 2010      | Bogota       | Ceglana       | Anastasija Jakimawa | Gisela Dulko Edina Gallovits          | 2:6, 6:7(6)       |
| Zwyciężczyni  | 2. | 13 kwietnia 2014    | Katowice     | Twarda (hala) | Julija Bejhelzimer  | Klára Koukalová Monica Niculescu      | 6:4, 5:7, 10–7    |
| Zwyciężczyni  | 3. | 2 listopada 2014    | Ningbo       | Twarda        | Arina Rodionowa     | Han Xinyun Zhang Kailin               | 4:6, 7:6(2), 10–6 |
| Finalistka    | 2. | 8 marca 2015        | Kuala Lumpur | Twarda        | Julija Bejhelzimer  | Liang Chen Wang Yafan                 | 6:4, 3:6, 4–10    |
| Finalistka    | 3. | 19 lipca 2015       | Båstad       | Ceglana       | Tatjana Maria       | Kiki Bertens Johanna Larsson          | 5:7, 4:6          |
| Finalistka    | 4. | 2 sierpnia 2015     | Baku         | Twarda        | Witalija Djaczenko  | Margarita Gasparian Aleksandra Panowa | 3:6, 5:7          |
| Finalistka    | 5. | 7 stycznia 2017     | Shenzhen     | Twarda        | Raluca Olaru        | Andrea Hlaváčková Peng Shuai          | 1:6, 5:7          |
| Zwyciężczyni  | 4. | 14 stycznia 2017    | Hobart       | Twarda        | Raluca Olaru        | Gabriela Dabrowski Yang Zhaoxuan      | 0:6, 6:4, 10–5    |
| Finalistka    | 6. | 18 lutego 2017      | Doha         | Twarda        | Jarosława Szwiedowa | Abigail Spears Katarina Srebotnik     | 3:6, 6:7(7)       |

## Wygrane turnieje rangi ITF
| turnieje z pulą nagród 100 000 $ |
| turnieje z pulą nagród 75 000 $  |
| turnieje z pulą nagród 50 000 $  |
| turnieje z pulą nagród 25 000 $  |
| turnieje z pulą nagród 15 000 $  |
| turnieje z pulą nagród 10 000 $  |

### Gra pojedyncza
|    | Data       | Turniej     | Kat. | ($)    | Naw.     | Finalistka            | Wynik    |
| 1. | 29/06/2003 | Elektrostal | ITF  | 10 000 | dywanowa | Jekatierina Kirjanowa | 6:3, 6:0 |
| 2. | 31/10/2004 | Mińsk       | ITF  | 25 000 | dywanowa | Anastasija Jakimawa   | 6:4, 6:4 |
| 3. | 20/02/2005 | Bromma      | ITF  | 25 000 | twarda   | Emma Laine            | 6:1, 6:2 |